# ديناميكا نجمية
الديناميكا النجمية أو ديناميكا النجوم (بالإنجليزية: Stellar dynamics)‏ هو فرع من فروع الفيزياء الفلكية يصف بطريقة إحصائية الحركات المشتركة للنجوم الخاضعة لجاذبيتها المتبادلة. الفرق الأساسي بين الميكانيكا السماوية والحركيات النجمية هو أن كل نجم يساهم بشكل متساو أو أقل في مجال الجاذبية الكلي، بينما في الميكانيكا السماوية جذب الجسم الاضخم يهيمن على مدارات الأجرام التابعة.
ويتم تحديد حركة النجوم في مجرة أو في عنقود نجمي مغلق بشكل رئيسي من خلال معدل توزع النجوم البعيدة الأخرى، والتأثير الصغير من النجوم الأقرب.

## المفاهييم الأساسية
تتضمن الديناميكيات النجمية تحديد كمون الجاذبية لعدد كبير من النجوم. يمكن نمذجة النجوم على شكل كتل نقطية تُحدد مداراتها من خلال التفاعلات المشتركة مع بعضها البعض. عادةً، تمثل هذه الكتل النقطية النجوم في مجموعة متنوعة من العناقيد أو المجرات، مثل العناقيد المجرية أو العناقيد النجمية المغلقة. من قانون نيوتن الثاني، يمكن كتابة معادلة تصف تفاعلات النظام النجمي المعزول على النحو التالي:
{\displaystyle m_{i}{\frac {d\mathbf {r_{i}} }{dt}}=\sum _{i=1 \atop i\neq j}^{N}{\frac {Gm_{i}m_{j}\left(\mathbf {r} _{i}-\mathbf {r} _{j}\right)}{\left\|\mathbf {r} _{i}-\mathbf {r} _{j}\right\|^{3}}}}
التي هي ببساطة صياغة لمشكلة الجسم إن. بالنسبة لنظام الجسم إن، فإن أي فرد، mi، يتأثر بكمون الجاذبية للأعضاء mj المتبقين. من الناحية العملية، ليس من المجدي حساب كمون الجاذبية للنظام عن طريق إضافة كل كمونات الكتل النقطية في النظام، لذلك يقوم علماء الديناميكيات النجمية بتطوير نماذج كمونات يمكن أن تنمذج النظام بدقة بينما تبقى غير معقدة من الناحية الحاسوبية. يرتبط كمون الجاذبية، Φ، لنظام مع حقل الجاذبية، g، من خلال:
{\displaystyle \mathbf {\vec {g}} =-\nabla \Phi }
في حين أن كثافة الكتلة، ρ، ترتبط بكمون الجاذبية من خلال معادلة «بواسون» كما يلي:
{\displaystyle \nabla ^{2}\Phi =4\pi G\rho }

## تطبيقات
تُستخدم الديناميكيات النجمية في المقام الأول لدراسة توزيعات الكتلة داخل الأنظمة النجمية والمجرات. تتضمن الأمثلة الأولى لتطبيق الديناميكيات النجمية على العناقيد ورقة «ألبرت آينشتاين» عام 1921 التي طبق فيها نظرية «فيريال» على عناقيد نجمية كروية وورقة «فريتز زفيكي» عام 1933 التي تطبق فيها نظرية فيريال على وجه التحديد على عنقود «كوما» المجري، التي كانت أولى التنبؤات الأصلية لفكرة المادة المظلمة في الكون. استُخدمت معادلات «جينز» لفهم بيانات الرصد المختلفة للحركات النجمية في مجرة درب التبانة. على سبيل المثال، استخدم «يان أورت» معادلات جينز لتحديد متوسط كثافة المادة بالقرب من الحي الشمسي، بينما جاء مفهوم الانجراف غير المتماثل من دراسة معادلات جينز في نظام الإحداثيات الأسطوانية.
توفر الديناميكيات النجمية أيضًا نظرة ثاقبة على بنية تكوين المجرات وتطورها. تُستخدم النماذج وعمليات الرصد الديناميكية لدراسة البنية ثلاثية المحاور للمجرات الإهليلجية وتقترح أن المجرات الحلزونية البارزة نشأت نتيجة اندماج المجرات. تُستخدم أيضًا النماذج الديناميكية النجمية لدراسة تطور النوى المجرية النشطة وثقوبها السوداء، وكذلك لتقدير التوزيع الكتلي للمادة المظلمة في المجرات.

## مدارات الديناميكيا النجمية
عادة ما تكون مدارات الديناميكيا النجمية غير منتظمة وأكثر فوضى من نظم الميكانيكية السماوية.والمدى الطويل لجاذبية والعودة البطيئة لتوازن الأنظمة النجمية تمنع استخدام الأساليب (التقليدية) للفيزياء الإحصائية، لذلك تهتم دراسة الحركيات النجمية بالخصائص الإحصائية الأكثر شمولآ لعدة مدارات بدلا من البيانات المحددة عن مواقع وسرعات المدارات الفردية.